# Tassadia rizzoana
Tassadia rizzoana là một loài thực vật có hoa trong họ La bố ma. Loài này được Fontella miêu tả khoa học đầu tiên năm 1992.